# تورون (کانزاس)
تورون (به انگلیسی: Turon) شهری در ایالت کانزاس کشور ایالات متحده آمریکا است که جمعیت آن در سرشماری سال ۲۰۱۰ میلادی، ۳۸۷ نفر بوده‌است.